# Puértolas (Huesca)
Puértolas ist ein spanischer Ort und eine Gemeinde (Municipio) in den Pyrenäen mit 224 Einwohnern (Stand: 2024) an der Grenze zu Frankreich. Ein Großteil der Gemeinde gehört zum Nationalpark Ordesa y Monte Perdido nahe der französischen Grenze in der Provinz Huesca der Autonomen Gemeinschaft Aragonien.
Puértolas ist auch der Hauptort des gleichnamigen Municipio. Dieses besteht neben dem Hauptort aus: Belsierre, Bestué, Escalona, Escuaín, Huertas de Muro, Muro de Bellós, Puyarruego, Santa Justa, Santa María und Bies.

## Lage
Puértolas liegt in den Pyrenäen. Die höchsten Erhebungen im Gemeindegebiet sind der Pico Inferior de Añiscio (2802 Meter), der Zuca Punchada (2781 Meter), der Zuca Roncha (2757 Meter), der Tozal del Sarranal (2393 Meter), der Cubilar del Sarronal (2364 Meter), der Los Morrones (2353 Meter), der Sestral Alto (2101 Meter), Sestral Alto (2074 Meter), Castillo Mayor (2014 Meter), der Peña L’Ombre (1989 Meter), der Tozal de la Fueva (1885 Meter) und der Tozal de San Martin (1776 Meter).
Bekannt sind auch die Höhlen Sima de Hielo und Sima de las Grajas.

## Sehenswürdigkeiten

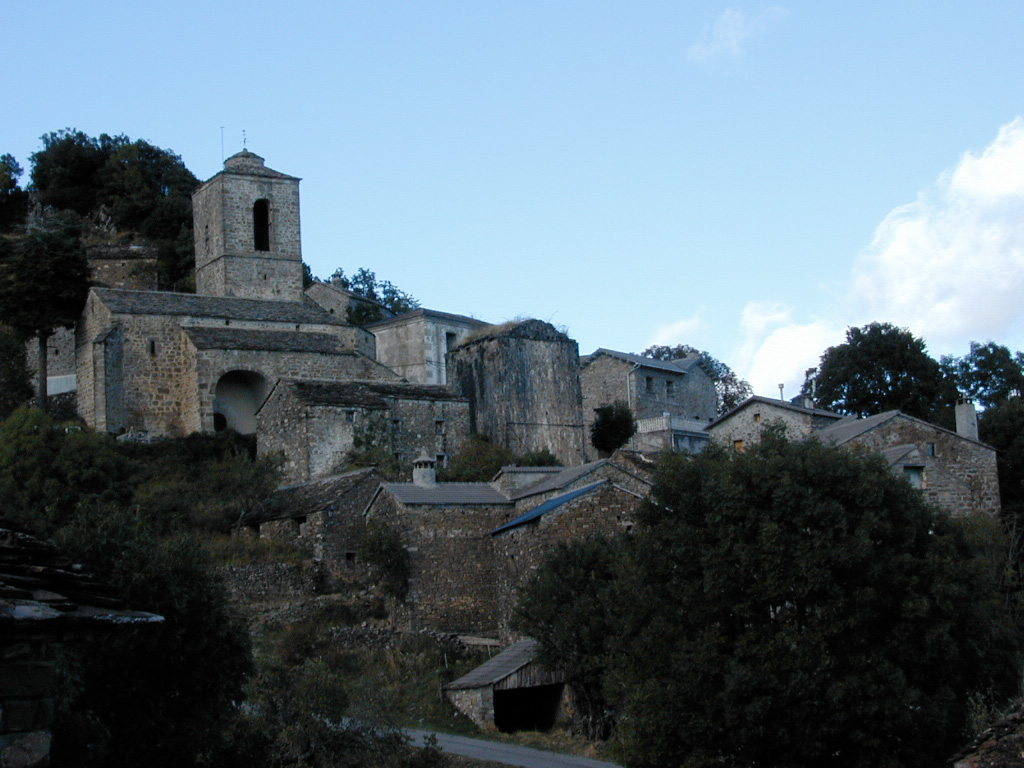
Kirche San Vicente Mártir

- Kirche San Vicente Mártir